# Pierluigi Collina
Pierluigi Collina (Bolonia, 13 de febrero de 1960) es un exárbitro de fútbol italiano. Actualmente sigue vinculado con el mundo del fútbol como asesor de la Asociación de Árbitros de Fútbol Italianos (AIA), y miembro del Comité de Árbitros de la UEFA. Su imagen fue elegida para los videojuegos Pro Evolution Soccer 3, Pro Evolution Soccer 4 y Pro Evolution Soccer 5. En esta última edición, estuvo disponible únicamente en la versión para PC.

## Participaciones destacadas

### Juegos Olímpicos Atlanta 1996
Durante los Juegos Olímpicos de Atlanta 1996, Collina tuvo participación en cuatro cotejos, siendo el más importante de ellos el que definió el torneo entre los seleccionados de Nigeria y Argentina, definido a favor del conjunto verdiblanco que terminaría quedándose con el Oro Olímpico.

#### España - Arabia Saudita
En su primera intervención, Collina sería designado para arbitrar en el partido inaugural del Grupo B, donde el seleccionado ibérico se impondría por la mínima diferencia al combinado árabe. En dicho partido, Collina tendría una muy buena actuación, lo que le valdría la consideración para los próximos partidos.

#### Nigeria 2–0 Japón
Su segunda intervención en los Juegos Olímpicos fue también durante la fase de grupos, al impartir justicia en uno de los cotejos válidos por la segunda fecha del Grupo C. Curiosamente, el ganador de este partido sería el próximo campeón olímpico, quien derrotara al combinado asiático con dos goles sobre los minutos finales del cotejo. Más allá de ello, la actuación de Collina volvería a sumar puntos en su carrera por dirigir la final de los Juegos.

#### Portugal 2–1 Francia
En su tercera actuación, Collina participó en una de las llaves de cuartos de final, en la que tuvo que impartir justicia entre los seleccionados de Portugal y Francia. Por primera vez en la historia y tras terminar el partido en tablas, tuvo su debut la modalidad de definición conocida como "Gol de Oro" o "Muerte Súbita", de la cual Portugal saldría victorioso gracias al gol de José Calado a los 105' del primer suplementario. Este sería el último partido dirigido por Collina en estos juegos, hasta su designación definitiva para arbitrar la final del torneo.

#### Argentina 2–3 Nigeria. Partido por la medalla de oro
La última actuación de Collina en los Juegos Olímpicos fue nada más ni nada menos que la final del torneo. Durante el transcurso del mismo, el juez italiano tendría una actuación con muchos altibajos, ya que si bien sancionaría un penal a favor de Argentina a los 3 minutos del segundo tiempo (48' del global), no cobraría otros dos penales a favor del elenco albiceleste y terminaría envuelto en polémica por el gol de la definición del goleador Emmanuel Amunike.

### Mundial de 2002

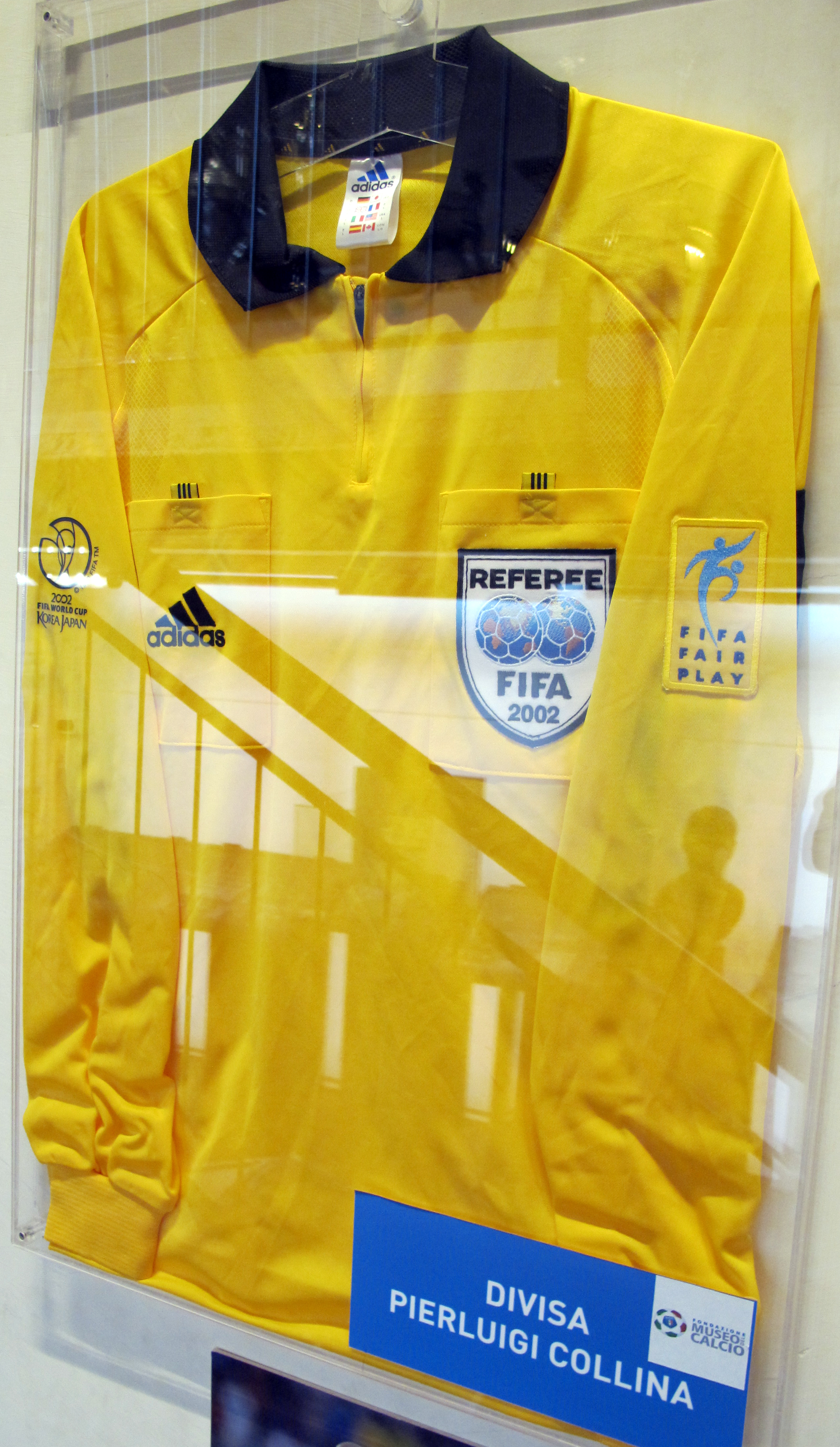
Camiseta con la que Collina arbitró los partidos del Mundial 2002

Tras su paso por los Juegos Olímpicos de Atlanta 1996, Collina sería designado como representante del referato italiano en el Mundial Corea-Japón 2002, teniendo participaciones en los siguientes cotejos:

#### Argentina 0–1 Inglaterra
Fue el único partido de primera ronda que dirigió Collina, perteneciente al grupo F. Debido a la tradicional rivalidad entre ambas selecciones, hacía de este partido un examen de rigor, el italiano hizo un buen desempeño, marcando un penalti sobre Michael Owen en el minuto 44, cobrado por David Beckham y así asegurar la victoria de los ingleses 1 - 0.

#### Japón 0–1 Turquía
En octavos de final, Collina tenía un gran peso sobre sus hombros, dadas las sospechas acerca de arbitrajes favorables a los equipos organizadores del torneo (Japón y Corea del Sur). Nuevamente estuvo a la altura, y Turquía ganó el partido merced a un gol conseguido por Ümit Davala en el minuto 12.

#### Brasil 2–0 Alemania. La final
Tras realizar una buena actuación en sus últimos partidos, Collina fue asignado para arbitrar la final. En este encuentro el italiano fue elogiado nuevamente por su labor tras mostrar sólo dos tarjetas amarillas, una al brasileño Roque Júnior y otra al alemán Miroslav Klose. El partido se resolvió con un 2 a 0 a favor de la selección brasileña.

## Dimisión del Comité de Árbitros de la UEFA
En agosto de 2018, Collina anunció su dimisión por motivos personales como jefe del arbitraje en la UEFA después de ocho años en el cargo, y fue sustituido por su compatriota Roberto Rosetti. Collina es también el presidente del comité de árbitros de la FIFA, donde fue uno de los defensores del sistema de videoarbitraje (VAR) usado por primera vez en un Mundial en Rusia 2018, ayuda a los colegiados que no ha instaurado la UEFA. Durante un curso de verano para árbitros en Nyon, Collina, que se retiró en 2005, anunció su decisión, aceptada por el presidente Aleksander Čeferin, quien destacó su trabajo en la mejora en todos los ámbitos del colectivo arbitral y dio la bienvenida a Rosetti.

## Estudios
Es graduado en Economía por la Universidad de Bolonia.

## Condecoraciones y homenajes
| Condecoración                                             | Año  |
| --------------------------------------------------------- | ---- |
| Comendador de la Orden al Mérito de la República Italiana | 2003 |